# 中野弘幸
中野弘幸（1988年12月9日—）是日本田徑運動員，曾代表國家參加2012年倫敦奧運的男子4×400公尺接力賽，但未能獲獎。他也参加了2011年夏季世界大学生运动会，获得男子4×400米接力的银牌。

## 外部連結
- 中野弘幸在的頁面